# Злочини (роман)
«Злочини» (англ. Trespasses) – дебютний роман Луїзи Кеннеді 2022 року. Події роману розгортаються у Північній Ірландії, це історія молодої жінки, яка опиняється між вірністю громаді та небезпечною пристрастю.
Роман «Злочини» було номіновано на першу премію Waterstones Debut Fiction Prize 2022 року та на Жіночу літературну премію 2023 року.

## Адаптація
2024 року розпочали знімання телевізійної адаптації за участю Джилліан Андерсон у головній ролі для Channel 4.

## Нагороди
| Рік      | Книга   | Нагорода                                        | Категорія           | Результат    | Посилання |
| -------- | ------- | ----------------------------------------------- | ------------------- | ------------ | --------- |
| 2022 рік | Злочини | Премія Barnes&Noble Discover Great New Writers  | —                   | Номінація    |           |
| 2022 рік | Злочини | Ірландська книжкова премія                      | —                   | Перемога     |           |
| 2022 рік | Злочини | Премія за дебютну художню прозу від Waterstones | —                   | У шорт-листі |           |
| 2023 рік | Злочини | Британська книжкова премія                      | Загальна книга року | У шорт-листі |           |
| 2023 рік | Злочини | Британська книжкова премія                      | Дебютна книга року  | Перемога     |           |
| 2023 рік | Злочини | Премія Kerry Group за ірландську художню прозу  | —                   | У шорт-листі |           |
| 2023 рік | Злочини | Премія Маккіттеріка                             | —                   | Перемога     |           |
| 2023 рік | Злочини | Жіноча літературна премія                       | —                   | У шорт-листі |           |

## Переклад українською
2025 року у «Видавництві Старого Лева» вийшов український переклад роману. Перекладачка — Олена Любенко.